# Catarina van Hemessen

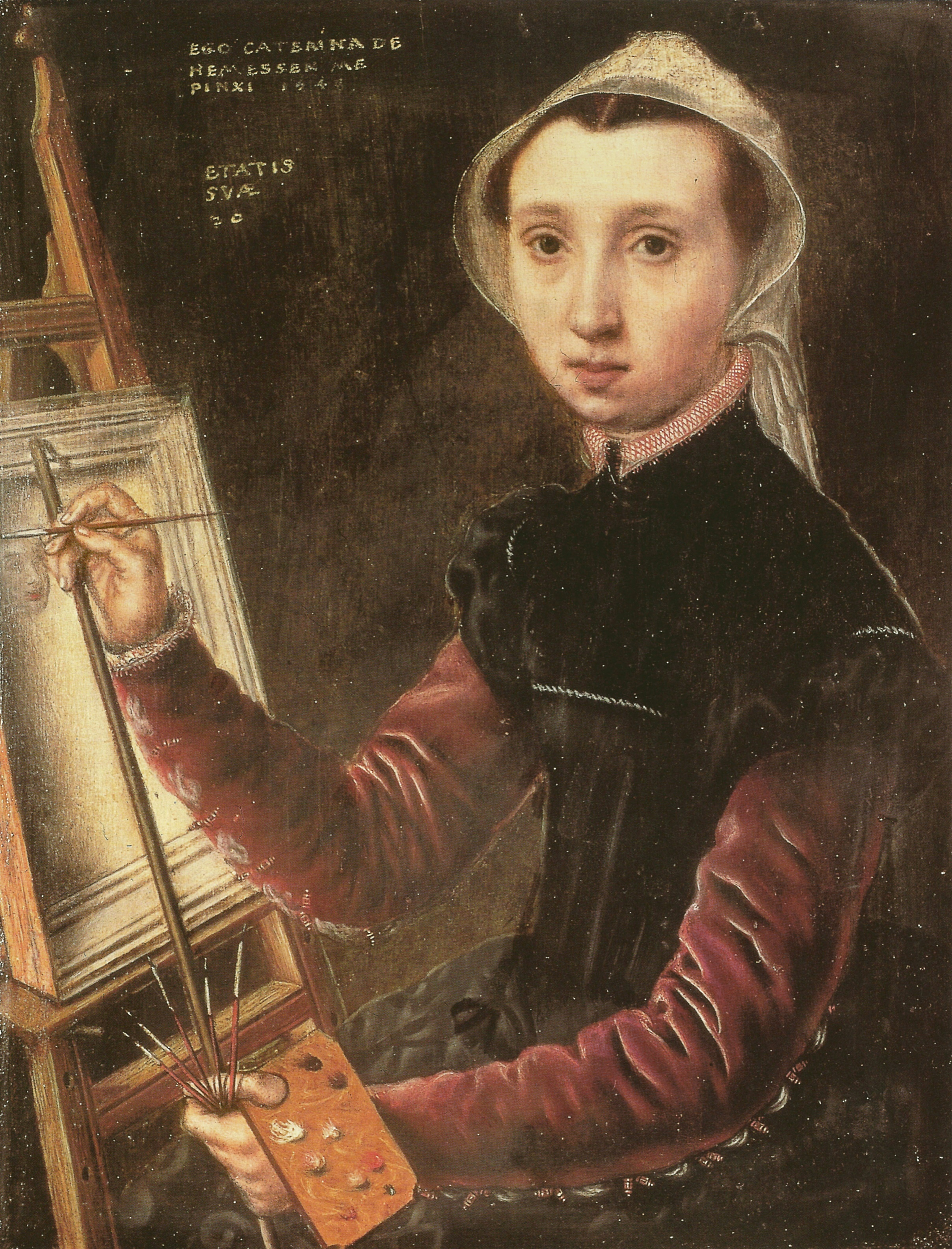
Selbstbildnis van Hemessens (1548)

Catarina van Hemessen (* 1527/28 in Antwerpen, Spanische Niederlande; † nach 1583) war eine flämische Porträtmalerin der Renaissance, die in Antwerpen wirkte. Neben Porträts malte sie auch religiöse Bilder.

## Leben und Werk
Hemessens Vater war der Maler Jan Sanders van Hemessen (ca. 1500–ca. 1566), der sie etwa bis zum 20. Lebensjahr in Malerei unterrichtete. Sie gilt als die erste flämische Künstlerin mit signierten und datierten Gemälden. Dies ist umso bemerkenswerter, da die in den Familienwerkstätten mitarbeitenden Töchter und Söhne selten unter ihrem eigenen Namen arbeiteten. 1548 fertigte sie ein Selbstbildnis in drei Varianten an und schuf so das früheste Bild, auf dem sich ein Maler arbeitend darstellt. Sie signierte ihr Selbstporträt mit EGO CATERINA DE / HEMESSEN ME / PINXI 1548 / AETATIS / SVÆ / 20 – Ich, Catharina van Hemessen, habe mich 1548 selbst gemalt im Alter von 20 Jahren. Als eines ihrer frühesten Meisterwerke gilt das Mädchen am Spinett (1548), das ihre Schwester Christina zeigt. Van Hemessen widmete sich hauptsächlich der Portraitmalerei, vor allem stellte sie Frauen dar. Die meisten ihrer Bilder im kleinen Format entstanden zwischen 1548 und 1554 und wurden teuer gehandelt. Sie heiratete 1554 den Antwerpener Orgelspieler Chrétien de Morien. Zwei Jahre nach der Hochzeit ging sie mit ihrem Mann nach Spanien.
Bereits 1567 wird Hemessen in einem Buch über die Niederlande als berühmte Malerin erwähnt. Eine ihrer größten Förderer war Maria von Kastilien, Erzherzogin von Österreich, Prinzessin von Spanien und Königin von Böhmen und Ungarn. Nach ihrer Abdankung als Regentin der Niederlande lud sie van Hemessen an ihren Hof nach Madrid ein. Sie gründete eine Stiftung zu Gunsten der Eheleute van Hemessen und hinterließ dem Künstlerpaar nach ihrem Tod eine großzügige Rente. Später kehrte die Künstlerin wieder in die Niederlande zurück, aus dieser Zeit nach der Rückkehr sind keine Werke mehr von ihr bekannt.
Ihre realistischen Malereien haben stets einen dunklen Hintergrund. Die porträtierten Personen schauen den Betrachter nicht an (außer im Fall der Selbstbildnisse).

## Werke (Auswahl)
- Selbstporträt, Öl auf Leinwand, 1548, Öffentliche Kunstsammlung Basel, Inv.-Nr. 1361 (Schweiz) kunstmuseumbasel.ch (Memento vom 26. September 2007 im Internet Archive)
- Selbstporträt, 1548 Eremitage, Sankt Petersburg (Russland)
- Selbstporträt, 1548, Rijksmuseum Amsterdam (Inv.-Nr. SK-A-4256)
- Porträt einer Dame, 1551, National Gallery, London (Großbritannien)
- Porträt einer Frau, Fitzwilliam Museum der Universität Cambridge (Großbritannien)
- Porträt einer Frau mit Rosenkranz
- Porträt eines Mannes – jeweils National Gallery, London (Großbritannien)
- Damenporträt, nach 1550, Bowes Museum Durham (Großbritannien) Barnard Castle
- Mädchen am Virginal, 1548, Wallraf-Richartz-Museum & Fondation Corboud Köln
- Ruhe auf der Flucht nach Ägypten
- Jesus und Veronika, Privatbesitz